# تاريخ علاقات الهند الخارجية
يشير تاريخ السياسة الخارجية الهندية إلى العلاقات الخارجية للهند الحديثة بعد الاستقلال، أي اتحاد الهند (منذ عام 1947 حتى 1950) وجمهورية الهند (منذ عام 1950 فصاعدًا).

## سياسة نهرو الخارجية: 1947-1966
شكل رئيس الوزراء جواهر لال نهرو، بمساعدة السياسي كريشنا مينون عادة، سياسة الهند الخارجية. كان الحلم في تشكيل تحالف دولي مكون من القوى غير الاستعمارية والقوى المستعمرة في البداية غامضًا ومبالغًا به إلى حد ما؛ ولكن العالم انقسم بسرعة بظهور الحرب الباردة بين الغرب بقيادة الولايات المتحدة وبريطانيا والشرق بقيادة الاتحاد السوفيتي. كان من الضروري تطوير السياسات المتعلقة بالحرب الباردة، وذلك بالإضافة إلى العلاقات مع باكستان وبريطانيا والكومنولث، مع تمكن البلدان البقية من الانتظار. نظر نهرو والكونغرس إلى الاتحاد السوفيتي بارتياب، وطمأن الغرب بعدم وجود أدنى فرصة لوقوف الهند مع الاتحاد السوفيتي في حالتي الحرب أو السلام. كره نهرو الحرب الباردة بشدة، وآمن بمدى سوء انخراط الهند على أهدافه طويلة المدى للتنمية الاقتصادية والوطنية. تولى نهرو القيادة في حركة عدم الانحياز.
احتفظ نهرو بعضوية الهند في الكومنولث البريطاني، وذلك على الرغم من عدم ثقة جميع أنحاء بريطانيا في حزب المؤتمر الذي ينتمي إليه. تضمنت الشكاوى الشعبية دعم الوفد البريطاني للأمم المتحدة بشكل علني لباكستان بما يخص قضية كشمير، وتقديم بريطانيا المشورة العسكرية لباكستان، ودعم لندن الجهود الهولندية لسحق القومية الإندونيسية. لم يكن الكومنولث في ذلك الوقت أكثر من مجرد مجتمع للنقاش، ولكن كان أحد أهدافه استخدامه كمنصة لإبراز صوت مصالح العالم الثالث. كان من شأن عدم العضوية ترك باكستان في وضع أقوى؛ وكان العامل الآخر هو الحاجة الواضحة للمساعدة الأمريكية فيما يتعلق بالمساعدات والقروض والتجارة. لم يرغب نهرو بأن يكون مدينًا للأمريكيين، وبهذا المعنى، فإن التواصل بين بريطانيا والكومنولث سيكون حملًا موازِنًا. أصر نهرو على أن تكون الأهمية الرمزية للملك محدودة بشكل صارم؛ لذلك لم يكن هناك أي معنى على الإطلاق للسيادة الملكية في الهند.
كان الاتحاد السوفيتي غاضبًا من عداء الهند، وأثارت سيطرة الكرملين على الحزب الشيوعي الهندي هجمات متكررة في البرلمان وفي وسائل الإعلام. بدأ نهرو في تأسيس مؤتمر للدول المطلة على المحيط الهندي من مصر وإثيوبيا إلى الفلبين وأستراليا ونيوزيلندا؛ وكانت تلك خطة طموحة منحت نهرو الفرصة لتقديم المشورة للحكومات التي انتهى استعمارها مؤخرًا في المنطقة وخاصة بورما وسيلان. خُطِّط للجهود الهندية في الولايات المتحدة، ولكن لم يحدث شيء منها. دعم السوفييت باكستان في الأمم المتحدة، وكان هناك تحرك للمطالبة بالتحكيم أو الاستفتاء، ولكن الهند رفضت هذه المفاهيم بإصرار. أصر نهرو على عدم انسحاب القوات الهندية من كشمير.
ناقش نهرو ومينون، مع الانتشار الإيجابي في أمريكا، ما إذا كان ينبغي للهند «التحالف مع الولايات المتحدة» إلى حد ما «وبناء قوتنا الاقتصادية والعسكرية». ذهب نهرو بزيارة كبيرة إلى الولايات المتحدة وكندا في أكتوبر عام 1949. كانت إدارة ترومان مواتية للغاية، وأشارت إلى أنها ستعطي نهرو أي شيء يطلبه. رفض نهرو بفخر أن يطلب، وخسر بالتالي فرصة هدية مليون طن من القمح. اعترف وزير الخارجية الأمريكية دين آتشيسون بالدور العالمي المحتمل لنهرو، ولكنه أضاف أنه كان «أحد أصعب الرجال الذين تعاملت معهم على الإطلاق». كانت الزيارة الأمريكية بمثابة نجاح جزئي، وانشهر نهرو على نطاق واسع بدعم أمته، واكتسب هو نفسه فهمًا أعمق بكثير لوجهة النظر الأمريكية. شدد أيضًا على موقفه السلبي تجاه الاتحاد السوفيتي، وكذلك تجاه الدولة الشيوعية الجديدة في الصين. كان نهرو منزعجًا بشكل خاص من تبني موسكو نهجًا سلبيًا ومدمرًا لجنوب شرق آسيا محاولًا على ما يبدو زعزعة استقرار المنطقة. أوضح نهرو بشكل غير رسمي أنه سيساعد في الدفاع عن نيبال وجنوب شرق آسيا ضد أي عدوان شيوعي.
غير نهرو مساره بشكل كبير في عام 1950. أعلنت الهند أن الحل الحقيقي الوحيد هو قبول الصين الشيوعية في الأمم المتحدة، وذلك بعد التصويت لأول مرة في الولايات المتحدة ضد الغزو الكوري الشمالي لكوريا الجنوبية. أسعد هذا الموقف موسكو وبكين كثيرًا ولكنه أزعج واشنطن. رفض نهرو المشاركة في معاهدة السلام اليابانية في عام 1951، واعتبر أنها مغامرة إمبريالية أمريكية للسيطرة على السياسات اليابانية. وصلت النتيجة النهائية إلى اكتساب الهند مكانة مرموقة في العالم الثالث، ومهدت الطريق لعلاقة وثيقة مع الاتحاد السوفيتي. اقتربت باكستان، في هذه الأثناء، كثيرًا من الولايات المتحدة، وفكرت بجدية في إرسال قوات للقتال إلى جانب الأمريكيين في كوريا. مهد هذا الطريق لانتقال أمريكي قوي لصالح باكستان إلى الهند.
تطور نهرو من الفكر البوذي البانتشيل (المعروف أيضًا باسم المبادئ الخمسة للتعايش السلمي)، والذي كان سيُدرج في الاتفاقيات المستقبلية. استند نهرو في سياسته الخارجية إلى هذه المبادئ الخمسة. وُضِّحت هذه المبادئ في عام 1954، وهي:
- التعايش
- احترام السيادة الإقليمية والتكاملية للآخرين
- عدم العدوان
- عدم التدخل في الشؤون الداخلية للآخرين
- الاعتراف بالمساواة بين الآخرين.

لم يُظهر نهرو عزمًا قويًا للاحتفاظ بالسيطرة على كشمير، وهو الهدف الذي كان سيظهر قريبًا.

## السياسة الخارجية لأنديرا غاندي: 1966-1984
تشمل الأهداف المعلنة للسياسة الخارجية لرئاسة أنديرا غاندي لمجلس الوزراء بين عامي 1967 و1977 التركيز على الأمن؛ وذلك من خلال محاربة المسلحين في الخارج وتعزيز الدفاعات الحدودية. قالت غاندي في الاجتماع الذي نُظِّم للاحتفال باليوبيل الفضي لمدرسة الدراسات الدولية في 30 أكتوبر عام 1981: «تتشكل سياسة الدولة من خلال العديد من القوى، مثل موقعها على الخريطة، والدول المجاورة لها، والسياسة التي يتبنوها، والإجراءات التي يتخذونها، وذلك بالإضافة إلى تجاربها التاريخية بشكل إجمالي ومن حيث نجاحها أو صدماتها الخاصة».
أدت الانتخابات المتنازع عليها في باكستان في أوائل عام 1971 إلى إعلان باكستان الشرقية الاستقلال باسم بنغلاديش. أدى القمع والعنف الذي مارسه الجيش الباكستاني إلى عبور 10 ملايين لاجئ الحدود إلى الهند خلال الأشهر التالية. تدخلت غاندي أخيرًا بشكل مباشر في ديسمبر عام 1971 في الصراع لهزيمة الجيش الباكستاني في بنغلاديش. خرجت الهند منتصرة في الصراع الناتج (الحرب الباكستانية الهندية) لتصبح القوة المهيمنة في جنوب آسيا. وقعت الهند معاهدة مع الاتحاد السوفيتي تعد بالمساعدة المتبادلة في حالة الحرب؛ بينما تلقت باكستان دعمًا نشطًا من الولايات المتحدة أثناء الصراع. كره الرئيس الأمريكي ريتشارد نيكسون غاندي شخصيًا. أصبحت العلاقات مع الولايات المتحدة بعيدة مع تطوير غاندي علاقات أوثق مع الاتحاد السوفيتي بعد الحرب. نمت الأخيرة لتصبح أكبر شريك تجاري للهند وأكبر مورد للأسلحة.

## السياسة الخارجية منذ عام 1989
لم تعد الهند مضطرة للتعامل مع موقف عدم الانحياز في الحرب الباردة، وذلك بعد انهيار الاتحاد السوفيتي ونهاية الحرب الباردة في عام 1989. حدد الدبلوماسي شيفشانكار مينون ستة قرارات سياسية رئيسية، وهي اتفاقية السلام والهدوء على الحدود مع الصين لعام 1993، والاتفاقية النووية المدنية مع الولايات المتحدة في عام 2005، ورفض العنف ضد باكستان بعد هجمات مومباي الإرهابية في عام 2008، والتعامل مع الحرب الأهلية في سريلانكا، والإعلان عن سياسة الاستخدام الأول للأسلحة النووية.

### حركة عدم الانحياز
كان نهرو زعيم حركة عدم الانحياز، وكانت أكبر حركة خارج الأمم المتحدة. فقدت الحركة أهميتها بعد انهيار الاتحاد السوفيتي.

### روسيا
انتهت العلاقة الوثيقة طويلة الأمد بشكل مفاجئ مع انهيار الاتحاد السوفيتي في ديسمبر عام 1991. انتهى التدهور الحاد في منتصف تسعينيات القرن العشرين بالشراكة الجديدة التي نظمها الزعيم الروسي فلاديمير بوتين. تشمل أهداف السياسة الخارجية الروسية في القرن الحادي والعشرين توسيع التعاون الاقتصادي، ونقل الأسلحة والتكنولوجيا، والتبادل الثقافي، فقدمت روسيا مثلًا مساعدة تقنية لمشروع كودانكولام للطاقة النووية في الهند.